# Tamanjaya (Ciemas)
Tamanjaya is een bestuurslaag in het regentschap Sukabumi van de provincie West-Java, Indonesië. Tamanjaya telt 5911 inwoners (volkstelling 2010).